# Pere Ubu
Pere Ubu je americká experimentální rocková skupina, která vznikla v Clevelandu v Ohiu v roce 1975. Jejím zakladatelem a jediným stálým členem byl zpěvák David Thomas, dříve působící v kapele Rocket from the Tombs. V původní sestavě Pere Ubu dále hráli Thomasův kolega z Rocket from the Tombs, kytarista Peter Laughner, druhý kytarista Tom Herman, hráč na syntezátory Allen Ravenstine, baskytarista Tim Wright a bubeník Scott Krauss. Během existence kapely se v ní vystřídaly na tři desítky členů.
Debutovala v prosinci 1975 singlem „30 Seconds Over Tokyo“, který si vydala pod značkou vlastního vydavatelství Hearthan. První studiové album The Modern Dance vyšlo v lednu 1978, již v pozměněné sestavě. Do rozpadu kapely v roce 1982 vyšla další čtyři řadová alba. Thomas se tehdy začal věnovat sólové kariéře, která pokračovala i poté, co se v roce 1988 dali Pere Ubu znovu dohromady. Od té doby vyšla řada dalších alb, včetně konceptuální desky Long Live Père Ubu! (2009), na níž kapela spolupracovala se zpěvačkou Sarah Jane Morris.
Název (otec Ubu) si kapela zvolila podle hlavní postavy hry Král Ubu francouzského spisovatele Alfreda Jarryho.

## Diskografie

### Studiová alba
- The Modern Dance (1978)
- Dub Housing (1978)
- New Picnic Time (1979)
- The Art of Walking (1980)
- Song of the Bailing Man (1982)
- Terminal Tower (1985)
- The Tenement Year (1988)
- Cloudland (1989)
- Worlds in Collision (1991)
- Story of My Life (1993)
- Ray Gun Suitcase (1995)
- Pennsylvania (1998)
- St. Arkansas (2002)
- Why I Hate Women (2006)
- Long Live Père Ubu! (2009)
- Lady from Shanghai (2013)
- Carnival of Souls (2014)
- 20 Years in a Montana Missile Silo (2017)
- The Long Goodbye (2019)
- Trouble on Big Beat Street (2023)

### Koncertní alba
- 390° of Simulated Stereo (1981)
- One Man Drives While the Other Man Screams (1989)
- Apocalypse Now (1999)
- The Shape of Things (2000)
- London Texas (2009)

### Ostatní
- Folly of Youth (1996) EP
- B Each B Oys See Dee Plus (1996) EP
- Datapanik in Year Zero (1996) box set